# Погечауа
Погечауа (рум. Pogăceaua) — село у повіті Муреш в Румунії. Адміністративний центр комуни Погечауа.
Село розташоване на відстані 285 км на північний захід від Бухареста, 24 км на північний захід від Тиргу-Муреша, 55 км на схід від Клуж-Напоки.

## Населення
За даними перепису населення 2002 року у селі проживали 1117 осіб.
Національний склад населення села:
| Національність | Кількість осіб | Відсоток |
| -------------- | -------------- | -------- |
| румуни         | 917            | 82,1%    |
| цигани         | 192            | 17,2%    |
| угорці         | 8              | 0,7%     |

Рідною мовою назвали:
| Мова      | Кількість осіб | Відсоток |
| --------- | -------------- | -------- |
| румунська | 1106           | 99,0%    |
| угорська  | 8              | 0,7%     |